# Vägghall
Vägghall är en fornborg på Sirkön i sjön Åsnen belägen i Urshults socken i Tingsryds kommun i Småland. Fornborgen är cirka 200 x 100 meter stor och omfattar tre friliggande murpartier, ett i väster, ett i norr och ett i sydöst. 